# John Mugabi
John Mugabi (Kampala, Uganda, 4 de marzo de 1960) es un ex boxeador ugandés que fue campeón mundial en la categoría superwélter y obtuvo la medalla de plata en los Juegos Olímpicos de Moscú en 1980 en la categoría wélter. Junto con Marvin Hagler, Thomas Hearns, Sugar Ray Leonard y Roberto Durán fue uno de los boxeadores más importantes de principios de la década de 1980.

## Carrera

### Amateur
Como boxeador amateur Mugabi representó a Uganda en los Juegos Olímpicos de Moscú  de 1980, obteniendo la medalla plateada al perder la final contra el cubano Andrés Aldama.
- George Koffi (Congo) ganó por KO 1
- Paul Rasanimanana (Madagascar) ganó por KO 1
- Memet Bogujevci (Yugoslavia) ganó por KO 1
- Kazimierz Szczerba (Poland) ganó por puntos 3:2
- Andrés Aldama (Cuba) perdió por puntos.

### Profesional
Comenzó su carrera profesional el 5 de diciembre de 1980 con un triunfo por nocaut frente de Oemer Karadenis en su ciudad natal. Luego del triunfo se trasladaría a Londres para trabajar junto al promotor Mickey Duff. Durante 1981 y principios de 1982 realizó 9 peleas entre Zambia, Europa y Estados Unidos, ganando todas por KO.
Su primera victoria de renombre fue el 2 de mayo de 1982, frente a Curtis Ramsey, y en su pelea frente a Bill Bradley, el 6 de agosto de 1985, conseguiría su triunfo consecutivo número veinticinco, todos por nocaut. Finalmente tendría su primera pelea por el título mediano el 10 de marzo de 1986 frente a Marvin Hagler, perdiéndola por KO en el undécimo round.
Tras la derrota bajó de categoría y tuvo una pelea frente a Duane Thomas por el título vacante superwélter el 5 de diciembre de 1986. Luego de sufrir una fractura en el round tres, la pelea debió ser detenida y Mugabi perdió otra oportunidad de obtener un título mundial.
Volvió a pelear más de un año después, en enero de 1988, frente a Bryan Grant, pelea que ganó por TKO. Ganó siete peleas más en forma consecutiva hasta que el 8 de julio de 1989 volvió a pelear por el título mundial superwélter, esta vez obteniéndolo tras vencer al francés Rene Jacquot por TKO.
En su tercera defensa fue noqueado por Terry Norris, el 31 de marzo de 1990 en Tampa. Volvería a intentar obtener el título mediano de la WBO el 20 de noviembre de 1991 en Londres, frente a Gerald McClellan, pero fue noqueado en el primer round. Volvería a pelear en Australia en 1996 hasta 1998, con rivales de poca categoría y resultados menos contundentes que los que tuvo a principios de la década de 1980.